# 植山古墳
植山古墳（うえやまこふん）は、奈良県橿原市に所在する終末期の古墳（長方墳）。2000年(平成12年)に橿原市教育委員会により発掘調査されている。磯長谷古墳群中の山田高塚古墳（伝推古天皇陵）へ改葬される前の、推古天皇とその子息竹田皇子の合葬墓であった古墳ではないかと言われている。2002年に国の史跡に指定されている。令和元年現在、歴史公園として整備が行われている。

## 概要

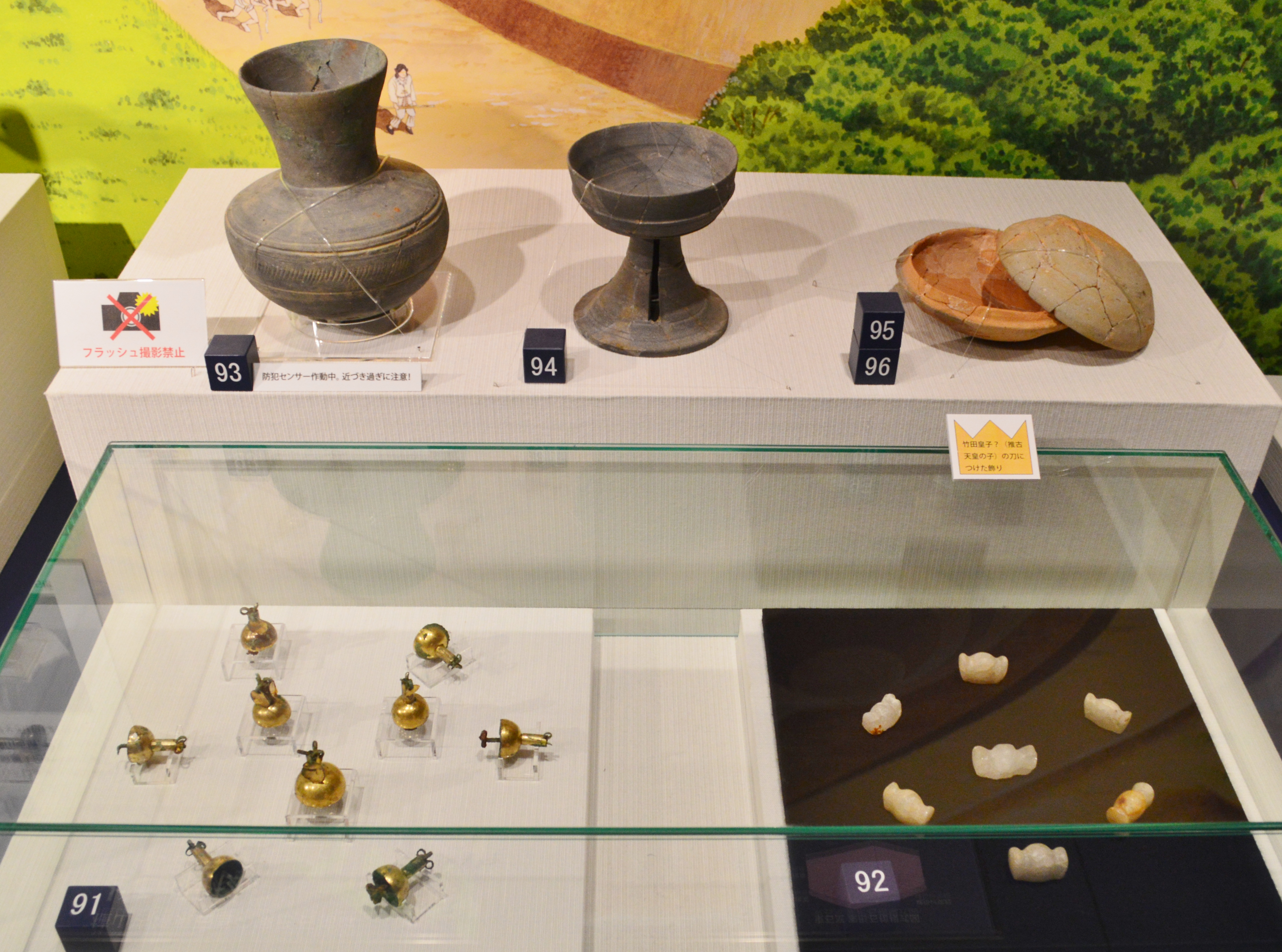
出土品歴史に憩う橿原市博物館展示。

植山古墳は東西40m、南北27mの長方墳（長方形の墳丘の古墳）である。丘陵の南斜面を利用し、墳丘部分を削りだすようにして築かれている。墳丘の東・西・北はコの字状に周濠が廻っている。墳丘には、東西に並ぶ2つの横穴式石室があることから、双室墳と呼ばれることもある。
2019年まで史跡整備工事を行っているため公開されていない。
2013年（平成25年）1月15日、横穴式石室側面の石が崩落した。原因は地中に雨雪がしみ込み盛り土が膨らんだためと推測された。

### 東石室
この内、東石室は両袖式で、石室長13m、玄室の長さ6.5m、幅3.0m～3.2m、天井石は失われているが残存高3.1m、羨道の長さ6.5m、幅1.9m、高さ2.2mの規模である。玄室には、阿蘇溶結凝灰岩（通称阿蘇ピンク石）でできた刳抜き式の家型石棺が置かれていた。排水溝からは、馬具の金銅製歩揺付飾金具、大刀の飾りにあたる水晶製三輪玉が見つかっている。東石室は同じ奈良県広陵町の牧野古墳の石室と似ていることから6世紀末ごろに築造されたと考えられる。

### 西石室
西石室も両袖式であるが、袖幅がほとんどないため無袖式に見間違えるほどである。石室長13m、玄室の長さ5.2m、幅2.5m、こちらも天井石がほとんど失われているが、高さ4.5m、羨道の長さ7.8m、幅2.3m、高さ2.0mの規模である。棺は失われているが、玄室から阿蘇溶結凝灰岩の破片が見つかっていることから石棺が安置されていた可能性が考えられる。石室中央には、玄室と羨道を仕切る扉の軸受けとなる、しきみ石が置かれている。西石室からは須恵器が出土しており、石室の特徴と須恵器から西石室は7世紀前半のなかでも古い段階に築かれたと考えられる。

## 被葬者
両石室の被葬者としては、日本書紀に推古天皇は628年に子息の竹田皇子の墓に合葬されたとあり、古事記には「大野岡の上にありしを、後に科長の大陵に遷す也」とある。河内の磯長谷にある伝推古天皇陵（山田高塚古墳）に改葬される前の、大野岡にあった2人の合葬墓であった可能性が考えられている。推古天皇は最初、自分の遺言で夭折した息子の墓に合葬されたものの、やはり帝にふさわしい規模の陵墓が必要ということで、科長（磯長谷）に新しい陵墓が造営され、2人の遺骸が移されたということらしい。これには蘇我氏が自分の勢力範囲にある南河内に歴代の天皇（敏達天皇、用明天皇、推古天皇、孝徳天皇）の陵墓を造営することで己の権力を固めるといった政治的思惑も働いたのではないかとの指摘もある。